# Stephen Nickell
Stephen John Nickell, CBE (* 25. April 1944) ist ein britischer Nationalökonom und Professor an der London School of Economics in London.

## Mitgliedschaften und Auszeichnungen
- Commander of the Most Excellent Order of the British Empire (2007) für seine Verdienste in der Ökonomie.
- Fellow of the British Academy (1993)
- Fellow of the Econometric Society (1980),
- Foreign Honorary Member of the American Economic Association (1997),
- Foreign Honorary Member of the American Academy of Arts and Sciences (2006).
- IZA Prize in Labor Economics (2008)
- Ehemaliger Präsident der Royal Economic Society.